# Heraclia deficiens
Heraclia deficiens là một loài bướm đêm trong họ Noctuidae.